# Всадник над городом
«Всадник над городом» — советский художественный фильм режиссёра Игоря Шатрова, снятый на Киностудии имени М. Горького в 1966 году. По мотивам произведения Юрия Яковлева «Всадник, скачущий над городом», написанного в 1962 году.
Премьера фильма в СССР состоялась 17 января 1967 года.

## Сюжет
Место действия — Рига. Ученик школы Кира носит очки. Когда же мальчик встречает свою одноклассницу Айну, прячет их в карман и на её вопросы всякий раз утверждает, что забыл очки дома. А между тем мама Киры считает, что его недостаток лишь в том, что он всегда говорит то, что думает. Впрочем, их точки зрения не совсем расходятся. Кира ищет ответы на не по-детски серьёзные вопросы. Однажды у Кирилла появится настоящий друг — старый часовщик, участник Великой Отечественной войны, который помогает ему найти ответы на вопросы, задевшие мальчика за живое. Киру будет ждать большой сюрприз — часовщик оказывается дедушкой Айны…

## Роли исполняли
- Михаил Макаров — Кирилл
- Валентина Щеглова — Айна
- Иван Лапиков — дедушка Айны
- Евгений Евстигнеев — Вадим Семёныч (дядя Владя)
- Елена Мартынова — школьница
- Сергей Богачёв — школьник
- Владимир Петухов — школьник
- Виктор Сурков — школьник
- Роман Мякотин — школьник
- Надежда Самсонова — мама Кирилла